# La criatura (álbum)
La criatura es el primer álbum de estudio del cantante venezolano Nacho.
El álbum se caracteriza por el estilo urbano de Nacho, donde hay una combinación de ritmos como el reguetón y música latina. Asimismo, el álbum marca el lanzamiento de Nacho como artista a nivel internacional, después de su éxito al haber recorrido junto a Chyno Miranda como Chino & Nacho, y su participación especial en el sencillo del cantante colombiano Sebastián Yatra: «Alguien robó» junto a Wisin.
De este álbum, se desprenden algunos sencillos como: «Báilame», «No te vas», «Romance» y «Happy Happy» entre otros. Este último contó con la participación de Los Mendoza, trío conformado por sus tres hijos: Diego, Miguel y Santiago.
En este álbum, están incluidas las participaciones de Wisin, Yandel, Bad Bunny, Justin Quiles, Yulien Oviedo, MC Galaxy y Noriel.

## Lista de canciones
| N.º | Título                                        | Duración |  |
| 1.  | «Báilame»                                     | 3:26     |  |
| 2.  | «Romance» (con Justin Quiles)                 | 3:30     |  |
| 3.  | «Uh la la» (con MC Galaxy)                    | 3:34     |  |
| 4.  | «Happy Happy» (con Los Mendoza)               | 3:04     |  |
| 5.  | «No te vas»                                   | 3:50     |  |
| 6.  | «Báilame (Remix)» (con Yandel y Bad Bunny)    | 3:36     |  |
| 7.  | «No te vas (Remix)» (con Wisin y Noriel)      | 3:46     |  |
| 8.  | «Soy como Snapchat» (Yulien Oviedo con Nacho) | 4:08     |  |